# Loweomyces fractipes
Loweomyces fractipes är en svampart som först beskrevs av Berk. & M.A. Curtis, och fick sitt nu gällande namn av Jülich 1982. Loweomyces fractipes ingår i släktet Loweomyces och familjen Meruliaceae.   Inga underarter finns listade i Catalogue of Life.